# Лі Вуд — Джош Воррінгтон
Бій Лі Вуд — Джош Воррінгтон (англ. Leigh Wood vs Josh Warrington) — професійний боксерський поєдинок у напівлегкій вазі між чемпіоном WBA Лі Вудом і Джошем Воррінгтоном. Бій відбувся 7 жовтня 2023 року на Шеффілд Арені в Шеффілді (Південний Йоркшир, Велика Британія). Лі Вуд здобув перемогу технічним нокаутом у сьомому раунді.

## Передумови
18 лютого 2023 року Лі Вуд (27-3, 16 КО) провів невдалий захист титулу WBA, поступившись технічним нокаутом Маурісіо Ларі. Після цього британець почав вимагати негайного реваншу, тож його промоутер Едді Гірн досяг домовленості з представниками мексиканця про проведення ще одного бою між боксерами. Поєдинок відбувся 27 травня, а «Лі-тап» зміг повернути свій пояс, здолавши суперника одностайним рішенням (118—109, 116—111, 118—109).
В березні 2022 року Джош Воррінгтон (31-2-1, 8 КО) здобув пояс IBF у напівлегкій вазі, здолавши у сьомому раунді технічним нокаутом Кіко Мартінеса. В грудні того ж року Джош все ж таки втратив свій титул, зазнавши поразки рішенням більшості від Луїса Альберто Лопеса (113—115, 114—114, 113—115).